# Paulin Gardzielewski
Paulin Gardzielewski (ur. 22 czerwca 1866 w Kurzejewie, zm. 18 czerwca 1909 w Lwówku) – polski malarz.

## Życiorys
Naukę rysunku i malarstwa rozpoczął w poznańskiej Wieczorowej Szkole Rysunków i Modelowania u Mariana Jaroczyńskiego, a kontynuował w Akademii Sztuk Pięknych w Monachium. Po zakończeniu edukacji zamieszkał w Düsseldorfie, w kolejnych latach wielokrotnie zmieniał miejsce pobytu. Początkowo przebywał w Niemczech (Kolonia i Berlin), a następnie w Antwerpii i Brukseli, po czym wyjechał do Paryża. W 1904 powrócił do Poznania i zaangażował się w artystyczne życie miasta, min należał do grupy inicjatorów i założycieli Stowarzyszenia Artystów, którego był prezesem. W 1909 wszedł w skład pierwszego zarządu Towarzystwa Przyjaciół Sztuk Pięknych w Poznaniu.

## Twórczość
Paulin Gardzielewski tworzył kompozycje rodzajowe, często o charakterze historycznym lub nawiązujące do legend i podań ludowych, a także obrazy o treści religijnej min. Obrazy ołtarzowe. Ponadto zajmował się tworzeniem witraży i malarstwem ściennym, był autorem polichromii w kościołach Poznania. Jego obrazy często były publikowane w książkach i czasopismach.